# Дейли, Кахал Брендан
Кахал Брендан Дейли (англ. Cahal Brendan Daly; 1 октября 1917, Логл, Ирландия — 31 декабря 2009, Белфаст, Северная Ирландия, Великобритания) — ирландский кардинал. Епископ Арды и Клонмакнойса с 26 мая 1967 года по 24 августа 1982 года. Епископ Дауна и Коннора с 24 августа 1982 года по 6 ноября 1990 года. Архиепископ Армы с 6 ноября 1990 года по 1 октября 1996 года. Кардинал-священник с титулом церкви Сан-Патрицио с 28 июня 1991 года.